# منتخب السلفادور لكرة القاعدة
منتخب السلفادور لكرة القاعدة هو ممثل السلفادور الرسمي في المنافسات الدولية في كرة القاعدة
.